# Charles Donohoe
Charles Donohoe (1905) è stato un tennista australiano.

## Carriera
Assieme al connazionale Roy Dunlop vinse nel 1931 il torneo di doppio maschile agli Australian Championships.

## Finali del Grande Slam

### Vinte (1)
| Anno | Torneo                   | Superficie | Compagno   | Avversarie in finale       | Punteggio               |
| 1931 | Australian Championships | Cemento    | Roy Dunlop | Jack Crawford Harry Hopman | 8–6, 6–2, 5-7, 7-9, 6-4 |